# Jean-Philippe Boulch
Jean-Philippe Boulch (28 de mayo de 1991) es un deportista francés que compitió en tiro con arco, en la modalidad de arco compuesto.
Ganó una medalla en el Campeonato Mundial de Tiro con Arco en Sala de 2016. Además, obtuvo tres medallas en el Campeonato Europeo de Tiro con Arco al Aire Libre, en los años 2016 y 2018, y dos medallas en el Campeonato Europeo de Tiro con Arco en Sala, en los años 2019 y 2022.

## Palmarés internacional
| Campeonato Mundial en Sala       | Campeonato Mundial en Sala | Campeonato Mundial en Sala | Campeonato Mundial en Sala |
| Año                              | Lugar                      | Medalla                    | Prueba                     |
| -------------------------------- | -------------------------- | -------------------------- | -------------------------- |
| 2016                             | Ankara (Turquía)           | Medalla de bronce          | Equipo                     |
| Campeonato Europeo al Aire Libre |                            |                            |                            |
| Año                              | Lugar                      | Medalla                    | Prueba                     |
| 2016                             | Nottingham (Reino Unido)   | Medalla de bronce          | Equipo                     |
| 2018                             | Legnica (Polonia)          | Medalla de oro             | Equipo mixto               |
| 2018                             | Legnica (Polonia)          | Medalla de plata           | Equipo                     |
| Campeonato Europeo en Sala       |                            |                            |                            |
| Año                              | Lugar                      | Medalla                    | Prueba                     |
| 2019                             | Samsun (Turquía)           | Medalla de oro             | Equipo                     |
| 2022                             | Laško (Eslovenia)          | Medalla de plata           | Individual                 |